# Scano di Montiferro
Scano di Montiferro (sardinski: Iscànu) je grad i općina (comune) u pokrajini Oristanu u regiji Sardiniji, Italija. Nalazi se na nadmorskoj visini od 385 metara i ima 1 517 stanovnika.
 Prostire se na 60,47 km². Gustoća naseljenosti je 25 st/km².
Susjedne općine su: Borore, Cuglieri, Flussio, Macomer, Sagama, Santu Lussurgiu, Sennariolo i Sindia.